# 杉木峯夫
杉木峯夫（すぎき みねお、1945年 - ）は、富山県富山市出身の日本のトランペット奏者である。

## 来歴
東京芸術大学音楽学部卒業後、ニース国際音楽アカデミーでピエール・ティボーに師事。フランス政府給費生としてパリ国立高等音楽院でモーリス・アンドレに師事した。。

バリ国立高等音楽院で一等賞を得て卒業した1972年にリヨン国立管弦楽団へ入団した。

日本に帰国後は札幌交響楽団を経て東京芸術大学の教員となった。

札幌ブラス・アンサンブル、北海道教育大学札幌非常勤講師､ベルナール・トマ管弦楽団､パリ･コンセール・コロンヌ管弦楽団、「モーリス・アンドレと弟子達」レコーディング（エラート社）に参加した。

水戸室内管弦楽団､サイトウ・キネン・オーケストラ､紀尾井シンフォニエッタ東京他で演奏した。

ナルボンヌ金管五重奏国際コンクール、モーリス・アンドレ国際トランペット･コンクール、第一回ルーアン国際コンクールの審査員を務めた。

## 主な経歴・受賞歴
- 1972年（昭和47年）10月 - 国立リヨン管弦楽団入団[1][2]。
- 1975年（昭和50年）5月 - 公益財団法人札幌交響楽団入団[1][2]。
- 1986年（昭和61年）4月 - 東京藝術大学 助教授[1][2]。
- 1987年（昭和62年）5月 - とやま賞受賞[1][2]。
- 2009年（平成21年）4月 - 東京藝術大学 教授及び演奏藝術センター長[1][2]。
- 2012年（平成24年）4月 - 東京藝術大学 名誉教授[1][2]。
- 2017年（平成29年）4月 - 愛知県立芸術大学 特任教授[1][2]。
- 2021年（令和3年）12月 - 文化庁長官表彰[1][2]。